# こゝろ (お笑いコンビ)
こゝろ（こころ）は、日本のお笑いコンビ。ワタナベエンターテインメントを経て、パッチューネ所属。

## メンバー
横荒木蟹男（よこあらき かにお、1992年4月29日（33歳） ）：ボケ
- 大阪府堺市出身[2]。
- 本名及び旧芸名、荒木誠也（あらき まさや）。
- 身長:167cm[3]。
- 和歌山県立和歌山東高等学校卒業[4]（剣道の推薦で入学[5]）。
- 特技は剣道[6]（3段[7]）。全国大会ベスト8に進出したことがある[5]。
- 山出谷と同じく元ヤンキー。しかしケンカは弱く、15歳の頃には全部差し歯になっていたという[5]。また、「堺のギャル男」として地元ではちょっとした有名人だったということで、このことは岸和田に住んでいてまだ荒木と出会う前だった山出谷も知っていたという[2]。
- 高校卒業後は剣道の実業団に入り東京へ。その実業団が整体の会社だったことで、整体師の資格を取り、芸人になる前は整体師として働いていた[2][5]。
- プロ野球選手である森友哉（オリックス・バファローズ）と親交があり、互いのSNSに頻繁に登場するほど仲がいい。
- 2022年3月から1年ほど青森県のカニ漁船に乗っていた[8]。
- 2024年6月2日、とろサーモン久保田かずのぶの推薦で、BreakingDown 12に「こゝろ荒木」名義で出場。阿部泰斗と対戦し、0-4で判定負け[9]。
- 2024年9月、ユーチューバーの神堂きょうかと結婚[10]。

山出谷 ショートケーキ（やまでや ショートケーキ、1992年7月9日（32歳））：ツッコミ・ネタ作り
- 大阪府岸和田市出身[11]。
- 本名及び旧芸名、山出谷 怜門（やまでや りょうと）。
- 身長:180cm ファンの呼称:「芋っ子」[3]。
- 大阪府立堺工科高等学校卒業[12]。
- スポーツは野球、ラグビーをやっていた[7]。部活はラグビー部で[11] 同部の創設メンバー[5]。高校卒業後も社会人チーム『駒場WMM』でプレーしていた[12]。
- 特技はビンタでいい音を鳴らせること[6]。
- 中学・高校時代を通して、ケンカは負け知らずだったという[13]。
- 趣味はサウナ、キャンプ、料理[14]。自身の部屋は屋内にもかかわらず家具や小物がキャンプ仕様になっている。得意なトークテーマは岸和田だんじり祭[15]。サウナ好きが高じて2021年3月にはサウナ・スパ健康アドバイザー、サウナプロフェッショナルの資格を取得。
- 好きな音楽のジャンルはレゲエ。なお、C&Kとベリーグッドマンのファンである。
- 「岸和田の怖いヤンキー」として地元で有名人だったということで、このことは堺に住んでいてまだ山出谷と出会う前だった荒木も知っていたという[2]。
- 芸人になる前は飲食関係のフランチャイズチェーンの本部に勤務[2]。飲食のスーパーバイザーや中華料理店の店長を務めていたことがある[5]。
- 元々はボケ志望だったが、ボケると荒木が笑ってしまいネタが成立しなかったということから、ツッコミに回ることになった[5]。
- 曽祖父は第32代横綱、玉錦三右エ門[16][13]。相撲部屋からのスカウトも来たことがあるという[13]。
- 事務所の先輩である岩井勇気（ハライチ）とよく飲みに行くなど、親交が深い[17]。

## 来歴・概説
二人とも元ヤンキーで、山出谷は中学対抗のケンカ大会に参加したり、横荒木もチームを組むなどして、「全て卒業式で刺繍の入った学ランを着るため」にケンカに明け暮れていたという。なお、ケンカは中学生限りで卒業した。
2人は共に高校卒業後に東京に出て来て働き始め、共に大阪出身の共通の知人から紹介されて東京で出会い、その日のうちに意気投合。大阪に帰れなかった2014年の正月に2人で飲みに行った時に、山出谷が芸人になるのが夢だったことを打ち明けたところ、横荒木も同じ考えだったということで、それならコンビをやろうということになって2014年4月にワタナベコメディスクールに20期生として入学。同スクール卒業後の2015年4月1日にプロデビュー。
ネタ作りは山出谷が担当。ネタは横荒木の、山出谷の顔色をうかがいながらの太鼓持ち的なボケや行動や言動に山出谷がイラついて脅したりするようなツッコミをするという内容が主で、それでも「仲良しで、ジャイアンとスネ夫みたいな関係の漫才」で、実生活でもこのような関係と話していたことがある。なお、ワタナベコメディスクール入学後半年ほどはコントをしていたが伸び悩み、同期の芸人らから「学生時代の話が一番面白いのに、なぜそれを活かしたネタをしないのか」と言われ、そこから漫才に転向すると同スクールのライブで優勝できるようになったという。
なお、コンビ名の英語表記は「COCOLO」で、公式プロフィールの写真で着ているTシャツの表記も「COCOLO」である。これはアパレルブランドCOCOLO Brandに起因している。
2022年に、横荒木が「トークのネタが欲しい」という理由でカニ漁船に乗り込み、コンビ活動を1年弱休止。同年12月末に復活した。2024年4月よりワタナベエンターテインメントを退社してフリーとなり、両者ともに芸名を変更した。同年5月よりパッチューネ所属。

## 出演

### テレビ番組

#### バラエティ
- 実録！芸能人と結婚する方法(日本テレビ)-2014年11月9日
- 爆笑ファクトリーハウス 笑けずり（NHK BSプレミアム）- 2015年
- 輝け！ギャラ3000円芸人(BSスカパー！)-2015年8月
- ヨルスパ! 脱落恋愛バラエティ 恋はいつでもサバイバル!（関西テレビ）-2016年11月9日
- ベタコン（日本テレビ）- 2017年1月31日
- 新しい波24（フジテレビ）- レギュラー出演2017年3月～
- 行列のできる法律相談所(再現VTR出演)(日本テレビ)-2017年4月
- 冗談手帖(BSフジ)-2017年8月9日
- 24時間テレビ(日本テレビ)-2017年8月27日
- にちようチャップリン(テレビ東京)-2017年11月26日
- ウチのガヤがすみません！(日本テレビ)-2018年2月13日
- AI-TV(フジテレビ)-2018年3月5日
- ネタパレ(フジテレビ)-2018年10月12日
- 親愛なる、あだ名様(テレビ東京)-2019年6月
- さんまのお笑い向上委員会（フジテレビ）-2019年7月
- THE HOUSE（TOKYO MX）
- 前略、西東さん(中京テレビ)-2020年3月1日
- 芸人、家を作る。(フジテレビ)-2020年3月7日
- 東京オーディション(仮)（TOKYO MX）-2020年2月～9月
- アサスマ！(サンテレビ)-2020年4月12日
- 一夜づけ(テレビ東京)-2020年8月23日
- ～人生見極めドキュメント～絶対こうなると思ってた。(日本テレビ)-2021年1月24日
- ウチのガヤがすみません！(日本テレビ)-2021年5月11日

#### ドラマ
- 破門(BSスカパー!)-2015年1月
- 原宿ドラゴン（TOKYO MX）-2015年4~12月
- 名刺ゲーム(WOWOW)-2017年12月

### ネット配信
- アニマルクッキング(かどや精油公式YouTubeチャンネル)-2015年10月
- お願いランキングマンピンコン(テレ朝AbemaTV)-2017年2月22日
- みる★しかッ！-2017年5月
- バラエティ開拓バラエティ 日村がゆく（AbemaTV）-2017年11月19日
- スピードワゴンの月曜TheNIGHT #96・#103(AbemaTV)-2018年2月27日
- デジナビ(YouTubeバンダイ公式チャンネル)-2020年4月～
- デジモンカードバトル(YouTube公式デジモンカードゲームチャンネル)-2020年5月～

## 単独ライブ
- 2015年
  - 12月27日-「ツチノコ万歳」(下北空間リバティ/東京)
  - 翌年1月3日-「ツチノコ万歳」(天王寺ovalシアター/大阪)
  - 5月21日-「こゝろタレント化計画」(下北沢シアターミネルヴァ/東京)
- 2016年
  - 8月14日-「こゝろ意気～敗者復活戦～」(渋谷ユーロライブ/東京)
  - 8月20日「こゝろ意気〜敗者復活戦〜」(大阪浪切ホール/大阪)
- 2018年
  - 12ヶ月連続単独ライブ 「556」(下北沢シアターミネルヴァ/東京)